# Nona Sobo

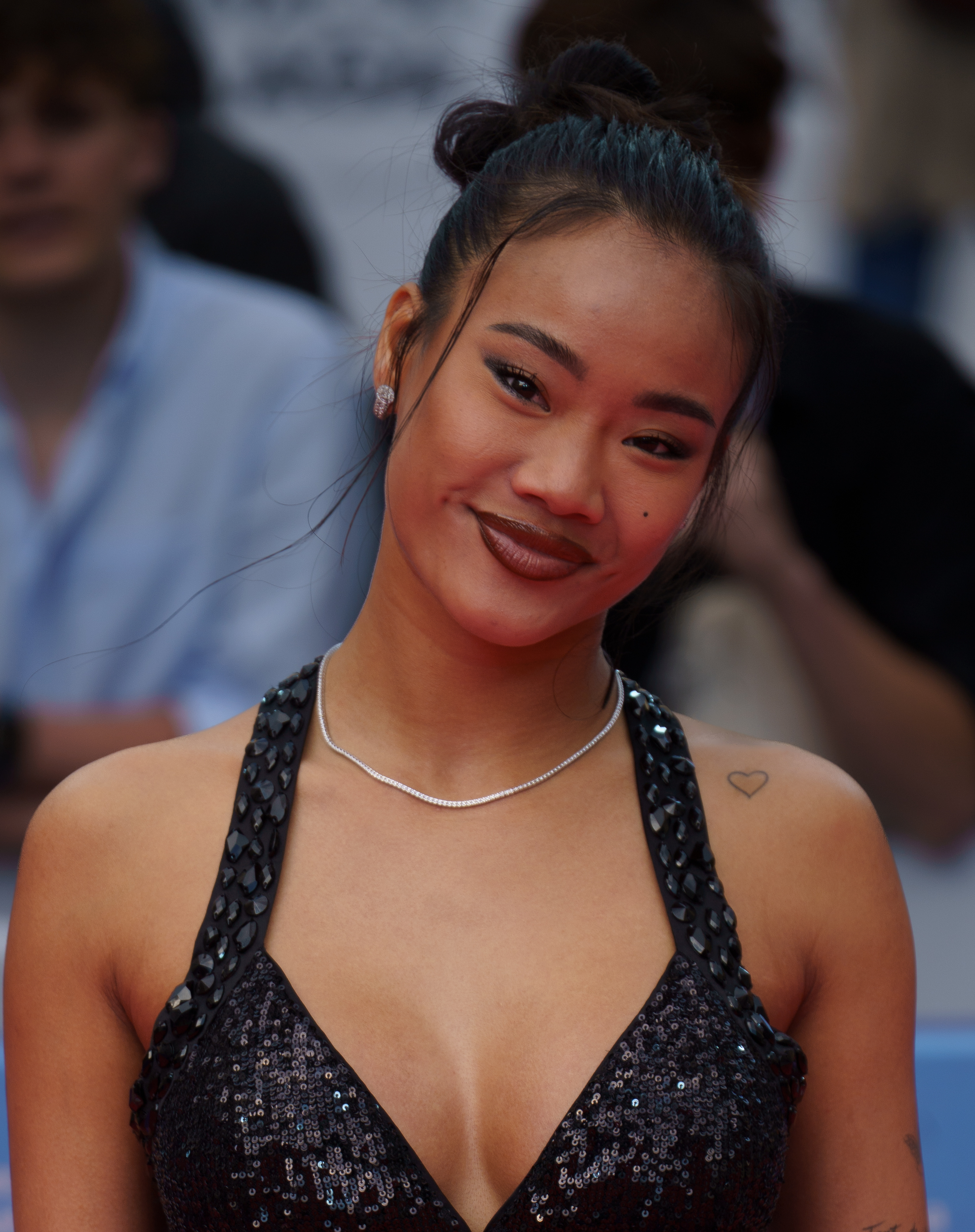
Nona Sobo (2025)

Mariona Soley i Bosch (* 2. März 2000 in Thailand), auch bekannt als Nona Sobo, ist eine spanische Schauspielerin und Model.

## Leben und Karriere
Nona Sobo wurde am 2. März 2000 in Thailand geboren. Im Alter von zwei Jahren kam sie als Adoptivkind zu einer Familie nach Caldes de Montbui in Katalonien. Dort begann sie, als Model zu arbeiten. Seit 2022 spielt sie in der Serie Entrevías die Hauptrolle. 2023 war Nona Sobo in der Serie Willkommen auf Eden zu sehen.

## Filmografie (Auswahl)
Serien
- seit 2022: Entrevías
- 2023: Willkommen auf Eden (Bienvenidos a Edén)